# 莱潘
莱潘（法語：Les Pins，法語發音：[le pɛ̃]）是法国夏朗德省的一个市镇，位于该省中部偏东北，属于孔福朗区。

## 地理
莱潘（45°49'10"N, 0°23'25"E）面积21.06 平方千米，位于法国新阿基坦大区夏朗德省，该省份为法国西部内陆省份，北起德塞夫勒省和维埃纳省，东临上维埃纳省，东南至多尔多涅省，南至多爾多涅省，西接滨海夏朗德省。
与莱潘接壤的市镇（或旧市镇、城区）包括：阿格里、博尼约尔河畔沙斯讷伊、里维耶尔、拉罗谢特、塔波纳-弗勒里尼亚克、圣马里、瓦勒德博尼约尔。

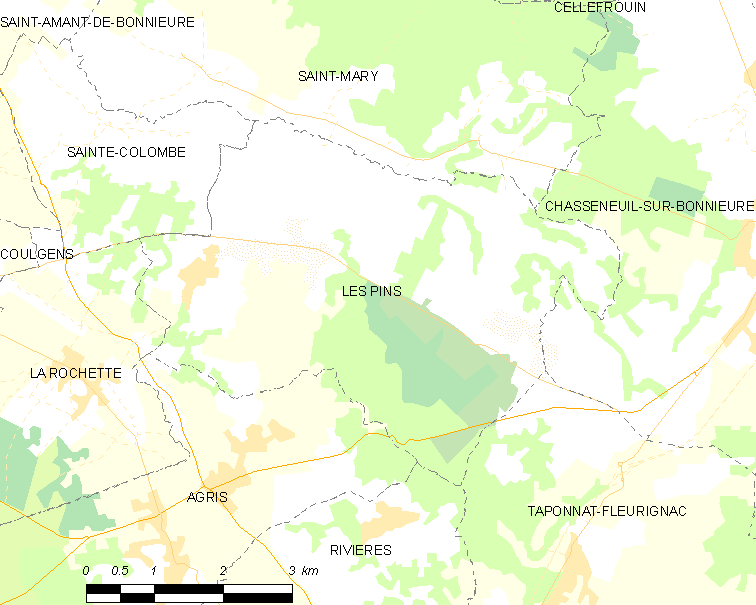
莱潘的OSM定位图

莱潘的时区为UTC+01:00、UTC+02:00（夏令时）。

## 行政
莱潘的邮政编码为16260，INSEE市镇编码为16261。

## 政治
莱潘所属的省级选区为夏朗德-博尼约尔县。

## 人口

1962-2008年间莱潘人口变化图示

莱潘于2022年1月1日时的人口数量为501人。